# Eutelsat 5 West A
Eutelsat 5 West A, anciennement  Atlantic Bird 3 (ou AB 3), est un satellite de télécommunications appartenant à l'opérateur Eutelsat. Situé à 5° ouest, il diffuse des chaînes de télévision, des radios ainsi que d'autres données numériques. Développé pour le compte de France Telecom, il est revenu peu après son lancement à l'opérateur Eutelsat. Il est entré en service opérationnel début septembre 2002. Sa durée de vie estimée est de 12 ans mais il est maintenu en activité jusqu'en janvier 2023. Il est définitivement remplacé par le satellite Eutelsat 5 West B, à la même position orbitale.

## Historique

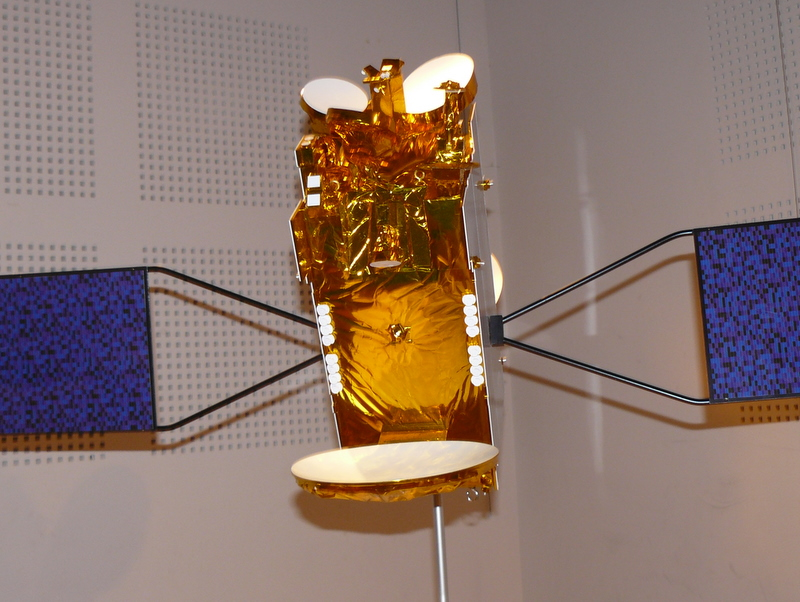
Le satellite Atlantic Bird 3.

Stellat 5 est construit par Alcatel Space pour le compte de la joint-venture Stellat constituée entre d'une part France Telecom (70 %) et d'autre part Europe*Star (30 %), filiale d'Alcatel Space et de Loral Space & Communications. Il est lancé le 5 juillet 2002 à 23 h 21 TU par une fusée Ariane 5 G depuis le port spatial de Kourou avec le satellite japonais N-STAR c. Il avait une masse au lancement de 4 050 kg. Victime de difficultés financières, France Télécom se désengage du lancement des opérations spatiales. Dans ce cadre, il revend Stellat en juillet 2012 à la société Eutelsat. Début septembre 2002, le satellite entre en service opérationnel. Le 25 septembre 2002, Eutelsat termine l'acquisition pour un montant de 183,9 millions et renomme le satellite en Atlantic Bird 3.
AB 3 reprend le rôle assuré par les satellites Telecom 1 et 2 ayant été opérationnels, entre 1983 et 2002, sur la position historique française, 5° de longitude Ouest. Eutelsat rebaptise en mars 2012 sa flotte de satellites. AB 3 est renommé Eutelsat 5 West A.
Au cours de l’exercice 2018-2019, le chiffre d’affaires réalisé par le satellite EUTELSAT 5 West A s’élève à environ 30 millions d’euros.

## Caractéristiques techniques
Atlantic Bird 3 a été assemblé par Alcatel Space, devenu Alcatel Alenia Space, sur une plate-forme Spacebus 3000 B3. Il est équipé de 35 répéteurs en bande Ku diffusant sur l'Europe, l'Afrique du nord et le Moyen-Orient ainsi que de dix répéteurs en bande C. Les répéteurs en bande Ku ont une puissance de 94 W. Les 12 répéteurs en bande C ont une puissance de 55 W, mais seuls dix peuvent être activés simultanément.
Durant la période d'éclipses d'équinoxe de printemps 2004, le satellite perd 6 éléments de batterie sur un total de 108, ce qui réduit ses performances.

## Remplacement à l'automne 2019 par un autre satellite
Le satellite Eutelsat 5 West A est remplacé par un nouveau satellite, Eutelsat 5 West B, lancé en octobre 2019.
Le satellite Eutelsat 5 West A n'est pas désorbité ou mis sur une orbite cimetière après son remplacement par Eutelsat 5 West B. Il reste en activité à sa position actuelle pour y effectuer d'autres missions.
Le satellite Eutelsat 5 West A est mis sur une orbite cimetière en janvier 2023.

## Diffusions

### Alimentation des différents relais terrestres
La position 5°W est utilisée depuis 1983, pour alimenter les différents relais TV et FM en France.
Le satellite Eutelsat 5 West A a permis d’alimenter les relais de télévision analogique de TDF jusqu’à l’arrêt des derniers émetteurs le 29 novembre 2011. Il alimente désormais certains relais TNT (France et Italie) et radios FM Françaises.
Ce satellite peut également être utilisé lors de retransmissions en direct.

### Analogique à destination du public français
Atlantic Bird 3 a été lancé pour remplacer le satellite Télécom 2C. Il a donc reçu comme mission de continuer la diffusion analogique des chaînes nationales françaises pour :
- alimenter les émetteurs terrestres hertziens de TDF pour les 6 chaines nationales.
- alimenter les réseaux de télédistribution (réseau câblé) pour les 6 chaines nationales ainsi que la "7ème" chaine (TV5 puis TMC)
- atteindre les récepteurs dans les zones non couvertes par les réseaux terrestres.

En France, Atlantic Bird 3 permettait d'après Eutelsat de desservir 1,6 million de foyers (sur près de 23 millions possédant la télévision) qui ne recevaient pas (signal inexistant), ou qui recevaient mal (« neige », échos, interférences, brouillage, pannes répétitives des réémetteurs de montagne après orages), la télévision analogique terrestre (TAT) en raison de contextes locaux. Il n'existait pas d'autre solution analogique gratuite pour les zones d'ombre terrestres. Ces diffusions se sont faites en SÉCAM, standard utilisé en France. Les 6 chaines nationales étaient recevables ainsi que TV5 dans les années 1990 jusqu'en 2003, et TMC dans les années 1990 jusqu'en 1996 et de 2008 à 2009.
La réception de la TV analogique peut se faire au moyen d'un kit de base :
- parabole monotête de 80 cm,
- démodulateur analogique sélectionnant la polarisation verticale et le 22 kHz.

Comme l'extinction du dernier service analogique terrestre français est intervenu le 29 novembre 2011, sa diffusion dupliquée via AB 3 a cessé également à cette date sauf pour les chaînes TF1 et Canal+ qui ont continué à être diffusées en analogique jusqu'au 13 décembre 2011.

### Numérique à destination du public français
Avec l'arrivée de la télévision numérique terrestre en France, notamment 18 puis 19 chaînes nationales gratuites attribuées par le CSA, ce satellite a été choisi pour l'alimentation des émetteurs hertziens à partir de mars 2005.
Les particuliers peuvent aussi utiliser AB3 pour recevoir les chaînes de la TNT française :
- Les programmes régionaux de France 3 et l'ensemble des chaînes nationales de la TNT sont disponibles uniquement dans le cadre du bouquet gratuit Fransat ou du bouquet payant Bis.
- De nombreuses chaînes locales ont choisi ce satellite pour émettre gratuitement leurs programmes : TV8 Mont Blanc remplacé par MB LIVE, Vosges Télévision, Dici TV et GrandLille.TV.
- Quelques chaînes privées françaises émettent également gratuitement : BFM Business, KTO, M6 Boutique & Co.
- Les chaînes nationales de la TNT sont également diffusées selon un codage, ou encapsulage, particulier (Newtec et DVB-S2 Multistream) ; elles sont uniquement recevables avec un terminal disposant d'une fonction de démultiplexage.

Des démodulateurs hybrides analogique/numérique ont permis pendant quelques années d'accéder à l'offre en clair analogique et numérique des chaînes nationales historiques. 
Depuis la fin de l'année 2011 et l'extinction de la diffusion analogique sur Atlantic Bird 3, il faut désormais un abonnement à l'un des deux bouquets présents sur le satellite ou bien un terminal labellisé FranSat.
Les différentes offres proposant des bouquets de chaînes numériques sont :
- Bis Télévisions initiées par le groupe AB Sat
- TV d'Orange (jusqu'au 4 janvier 2017)[8]
- Fransat (chaines gratuites de la TNT)
- SFR Sat (chaines payantes) fait son arrivée via Fransat

Les terminaux compatibles avec ces bouquets emploient MPEG-2, ou  MPEG-4 (donc rétrocompatible 2) pour les diffusions codées.
La diffusion en numérique SD de la plupart des chaines a été arrêté le 25 avril 2016 à la suite de la généralisation de la norme MPEG4 et de la Haute Définition sur la TNT française. Cette modification a entraîné le cryptage de quelques chaînes auparavant diffusées en clair (France 5 (remplacée par France 4), TMC, La Chaîne parlementaire, TV5 Monde).
Le satellite diffuse également la plupart des radios nationales Françaises et l'ensemble des stations locales des réseaux France Bleu et RCF. Un canal événementiel en Ultra Haute Définition, sur lequel est notamment diffusé le tournoi de Roland Garros, est également présent.

#### Obligations réglementaires du bouquet FRANSAT
Dans le projet de loi de « la télévision du futur », les sénateurs ont voté un article obligeant les éditeurs de chaînes TV de la TNT de mettre gratuitement (sans abonnement) leurs chaînes à la disposition des téléspectateurs, via au moins un distributeur satellite ou éditeur de chaînes, et cela dans un délai maximum de trois mois à partir de la date de promulgation de la loi, courant 2007, confirmée par le vote des Députés. Cette loi a fait l'objet d'un passage devant la commission paritaire fixe des deux chambres, car le texte a été modifié puis adopté définitivement. Le Groupe PS qui l'avait contestée auprès du Conseil Constitutionnel a été débouté le 28 février 2007.
Dans un rapport du Secrétariat d'État chargé de la prospective, il est prévu la création d'une 2e offre satellitaire gratuite par satellite pour plus de 1,5 million de foyers déjà orientés vers Atlantic Bird 3 sans réorientation de leur parabole existante, en plus de l'offre TNTSAT gérée par le Groupe Canal +. 
Annoncée le 8 avril 2009 par Eutelsat, cette offre désignée FRANSAT rejoint AB 3 en juin 2009.

#### Chronologie
- 02/03/2005 : début des transmissions « TNT »
- 10/05/2007 : le projet de bouquet TNT par satellite géré par le Groupement de la TNT est abandonné.
- 13/09/2007 : réorganisation des multiplex, France 4 quitte le GR1 et de ce fait n'est plus accessible directement*.
- 20/09/2007 : évocation d'un bouquet sous l'égide de AB Groupe avec Eutelsat.
- 25/09/2007 : apparition du logo Bis TELEVISIONS bouquet géré par AB SAT.
- 01/12/2007 : arrivée des chaînes de la TNT algérienne (ENTV, Canal Algérie, Algérie 3) sur le faisceau (orientable) centré sur le Maghreb.
- 02/12/2007 : CNES TV est observée sur AB 3.
- 05/12/2007 : annonce officielle de l'arrivée de Bis Télévisions sur AB 3.
- 18/12/2007 : début de la diffusion du bouquet Bis Télévisions.
- 28/12/2007 : Fox Life est observée sur AB 3 puis, à partir de mi-avril, cryptée en BISS.
- 11/04/2008 : Orange (France Télécom) annonce avoir choisi AB 3 pour la diffusion de son bouquet.
- 13/11/2008 : offre TV d'Orange disponible.
- 07/01/2009 : arrêt de la diffusion TMC DVB-S clair (SCPC).
- 07/04/2009 : Eutelsat annonce la prochaine mise en service du bouquet gratuit FRANSAT.
- 23/06/2009 : lancement de FRANSAT, bouquet des chaînes en clair de la TNT, y compris HD, ainsi que France Ô.
- 21/07/2009 : restructuration de la composition des transpondeurs, mutualisation Fransat, Bis TV et TV Orange.
- 28/10/2009 : ajout des 24 décrochages régionaux de France 3 en qualité numérique dans l'offre FRANSAT.
- 08/06/2010 : le changement de fréquence d'Arte sur la TNT entraîne la disparition d'Arte numérique en clair au profit de France Ô.
- 01/08/2011 : arrivée d'un bouquet crypté de 3 chaînes berbères : Berbère Jeunesse, Berbère Music, Berbère Télévision
- 29/11/2011 : coupure définitive de la diffusion analogique qui était opérationnelle depuis le milieu des années 1980.
- 01/03/2012 : nouvelle appellation pour AB 3 :  EUTELSAT 5 WEST A
- 30/05/2012 : diffusion bouquet BeIn Sport 1 HD et SD (BeIN Sport 2 courant août)
- 12/12/2012 : diffusion en HD des 6 dernières nouvelles chaînes de la TNT (HD1, L'Équipe 21, 6ter, Numéro 23, RMC Découverte et Chérie 25).
- 19/05/2015 : ajout de TMC HD, NT1 HD et NRJ12 HD[11].
- 09/09/2015 : ajout de France 4 HD et de France 5 HD[12].
- 01/12/2015 : diffusion des 25 chaines de la TNT en Haute Définition[13].
- 01/03/2016 : ajout de LCI au bouquet Fransat[14].
- 04/04/2016 : la TNT Française bascule en tout MPEG4 : France 2, 3, 4 ,Ô HD passent en clair.
- 25/04/2016 : arrêt de la diffusion des chaines de la TNT en Simple Définition[15].
- 01/09/2016 : ajout de France Info (TV), la version en clair de France Ô repasse en SD.
- 11/08/2017 : ajout des chaines SFR Sport via Fransat
- 29/01/2018 : NT1 devient TFX et HD1 devient TF1 Séries Films.
- 03/09/2018 : Numéro 23 devient RMC Story.
- courant 3e trimestre 2019 : remplacement du satellite actuel par Eutelsat 5 West B (sous réserve)[16].
- 9/10/2019 : lancement du satellite Eutelsat 5 West B chargé de remplacer le satellite actuel Eutelsat 5 West A.
- à partir du 21 janvier 2020 en partie et du 6 février 2020 en totalité, basculement des chaines de télévision et des stations de radio vers Eutelsat 5 West B[17].
- janvier 2023 : mise sur une orbite cimetière[7]

### Chaînes diffusant en clair sur Eutelsat 5 West A[18]
| KC1 10,971 GHz V 29950 7/8 - BFM Business TV | KB7 11.455 GHz H 2400 3/4 - Skyrock - NRJ (IDF) - Nostalgie (IDF) Diffusion pour les relais FM (Towercast)                                                                                              | KC3 11.054 GHz V 29950 7/8 - M6 Boutique & Co (arrêtée le 1er Juillet 2020) - D!CI TV (Alpes-de-Haute-Provence) |
| KB2 11.512 GHz V 29950 7/8 - BiS Télévisions Promo | KB1 11.471 GHz V 29950 3/4 - Fransat Info HD | KB11 11.634 GHz H 29950 3/4 ■ Fransat Ultra HD Démo |
| KC9 11.059 GHz H 23700 3/4 - Algérie 3 - Canal Algérie - TV Coran (Algérie) - TV Tamazight (Algérie) - Diverses radios Algériennes                                               | KB2 11.480 GHz H 3215 3/4 - RTL, RTL2, Fun Radio - Europe 1, Virgin Radio, RFM - RMC, BFM Business Radio - Stations Nationales de Radio France - M Radio - Sud Radio Diffusion pour les relais FM (TDF) | KA2 12.564 GHz V 29950 2/3 - BeIN Sport Actu - Vosges Télévision - KTO - 8 Mont Blanc - France Bleu (Locales) - Stations Nationales de Radio France - NRJ, Nostalgie, Chérie FM, Rire et Chansons - RMC, BFM Business Radio - Europe 1, Virgin Radio, RFM - Africa N°1 - Metropolys Diffusion pour le bouquet Fransat |
| KB3 11.555 GHz V 29950 7/8 Messages indiquant la fin de la diffusion en SD des chaines de la TNT Française                                                                       | KB6 11.679 GHz V 29950 3/4 - Astro Center TV | KC4 12.543 GHz H 27500 3/4 - RCF (Locales et Programme National) - France Bleu (Locales et Programme National) |
| KB4 11.591 GHz V 20000 2/3 - France 2 - France 3 Sat - France 4 - France Ô - France Info (À partir du 01/09/2016) Multiplexe R1 de la TNT Française Arrêtée depuis le 22/11/2016 | KA4 12.690 GHz V 29950 3/4 - Berbère Télévision - Berbère Jeunesse - Berbère Music - RTI La Première - ORTB - Sikka TV - Radio Berbere - Radio Antinea                                                  | |